# Megalachne berteroniana
Megalachne berteroniana är en gräsart som beskrevs av Ernst Gottlieb von Steudel. Megalachne berteroniana ingår i släktet Megalachne och familjen gräs. Inga underarter finns listade i Catalogue of Life.